# De Dion-Bouton Type CU
Der De Dion-Bouton Type CU ist ein Pkw-Modell aus den 1910er Jahren. Hersteller war De Dion-Bouton aus Frankreich.

## Beschreibung
Die Zulassung durch die nationale Zulassungsbehörde erfolgte am 6. Januar 1911. Vorgänger war der Type CI.
Der Vierzylindermotor hat 100 mm Bohrung, 130 mm Hub und 4084 cm³ Hubraum. Er war damals in Frankreich mit 25 Cheval fiscal (Steuer-PS) eingestuft. Er ist vorne im Fahrgestell montiert und treibt über ein Vierganggetriebe und eine Kardanwelle die Hinterräder an. Der Wasserkühler ist direkt vor dem Motor hinter einem deutlich sichtbaren Kühlergrill. Die Hinterachse ist eine De-Dion-Achse.
Die Basis bildet ein Pressstahlrahmen. Der Radstand beträgt 3330 mm und die Spurweite 1400 mm. Eine Fahrzeuglänge von 4680 mm ist bekannt.
Bekannt sind Aufbauten als Doppelphaeton, Limousine und Landaulet.
Das Modell wurde nur 1911 produziert. Nachfolger wurde der Type DL, der am 15. Januar 1912 seine Zulassung erhielt.